# Gein (chemische Verbindung)
Gein (Aussprache: Ge-in, Synonym: Geosid) ist eine chemische Verbindung. Es handelt sich um ein Glycosid des Eugenols.

## Vorkommen

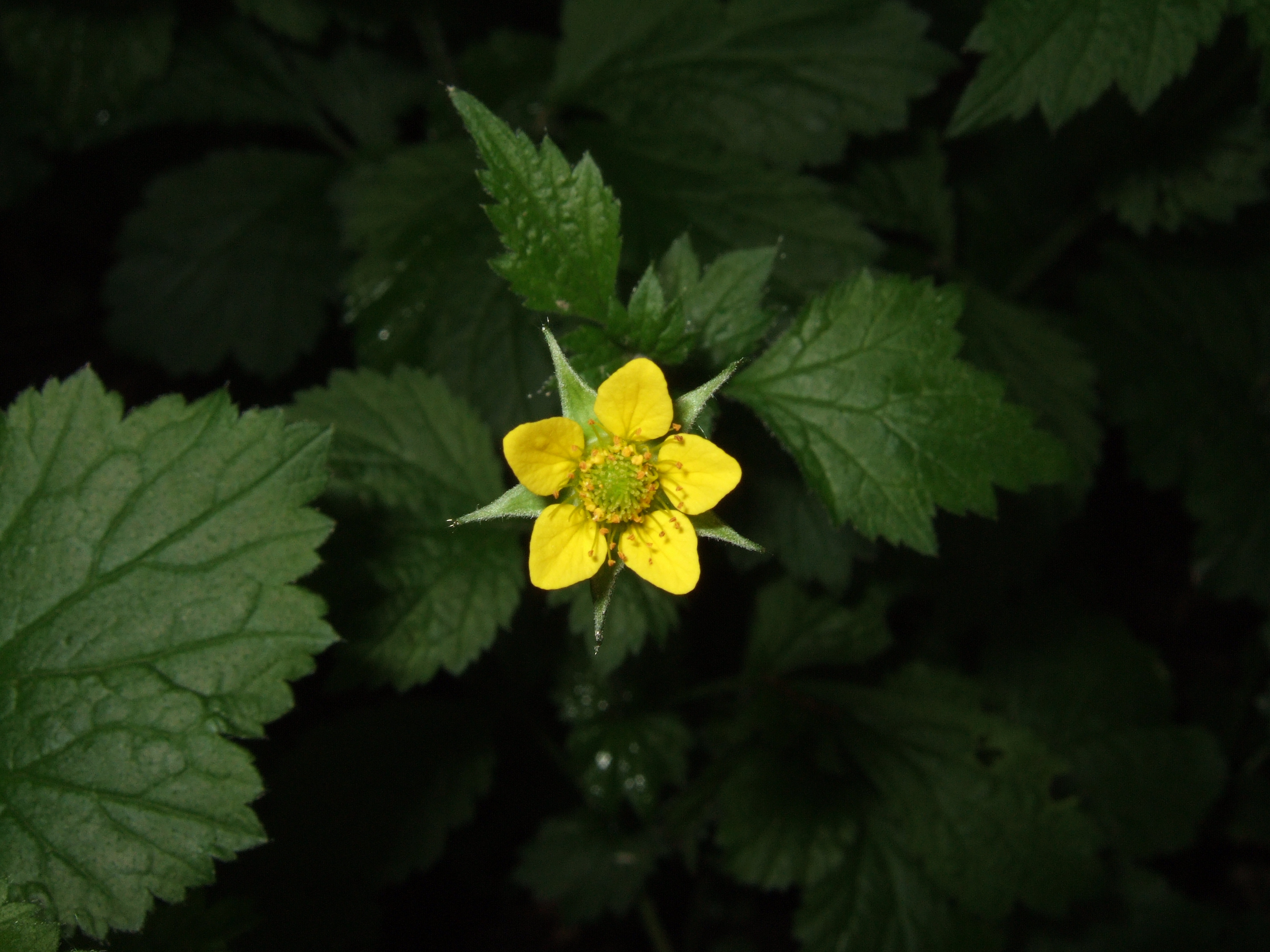
Echte Nelkenwurz (Geum urbanum)

Gein konnte aus der Echten Nelkenwurz (Geum urbanum) isoliert werden. Es kommt in allen Teilen der Pflanze vor. Gein ist vermutlich ein Nebenprodukt der Biosynthese des Lignins.

## Struktur und Eigenschaften
Gein stellt das Vicianosid (Glycosid mit Glucose und Arabinose) des Eugenols dar. Durch das Enzym Gease wird Gein in Eugenol und das Disaccharid Vicianose gespalten. Daher entsteht bei einer Wasserdampfdestillation nach kurzer Mazeration zerkleinerter Wurzelteile ein ätherisches Öl, das hauptsächlich aus Eugenol besteht. Der spezifische Drehwinkel einer wässrigen Lösung von Gein liegt bei −53° bis −54,4°.